# Ya viene el Sol (álbum)
Ya viene el Sol es el tercer álbum de estudio de la banda de tecno-pop Mecano, lanzada 16 de octubre de 1984 a través de Columbia Records. Es un disco que se diferencia notablemente de sus dos trabajos anteriores, ya que introduce sonidos más novedosos, como el sampler/workstation Fairlight. Además, a partir de este trabajo el grupo asumió la producción de sus restantes álbumes. Es el primer disco en el que no se incluye un tema instrumental, como sí ocurría en los dos anteriores, y en él aparece la única canción en cuya composición participa Ana Torroja, aportando parte de la letra del tema Mosquito.

## Grabación
La producción, dirección y arreglos corrieron a cargo del propio grupo. Las canciones de José María Cano para este trabajo fueron grabadas en el estudio Audiofilm de Madrid y las de Nacho Cano en los Lillye Yard, Snake Ranch y Nova de Londres. Los músicos que colaboraron en la grabación fueron: al bajo, Manolo Aguilar y Andy Brown; en la batería: Javier De Juan, Charlie Morgan y Arturo Terriza y en la programación de Fairlight: Hans Zimmer, Nacho Cano y José María Mainat. Los temas 1, 2, 3 y 6 fueron mezclados en Red Bus (Londres) con Austin Ince y los 4, 5, 7, 8, 9 y 10 en Audiofilm (Madrid) con Luis Fernández Soria.
El diseño gráfico y las ilustraciones del interior del LP, como en los dos primeros del grupo, son obra del Studio Gatti y las fotos fueron tomadas por Alejandro Cabrera. En el disco, los miembros del grupo muestran su agradecimiento a Hans Zimmer y a Luis Fernández Soria "por su ilusión en este trabajo".

## Contenido y promoción
De este trabajo discográfico se extrajeron cuatro sencillos. El primero, «Japón», es un tema muy moderno en su época al estilo de la música música industrial que utiliza como percusión toda clase de sonidos programados en el fairlight grabados previamente en una fábrica. En la canción, sobre la vida en un Japón hiperindustrializado, se escuchan voces en japonés y un coro de niños cantando una nana en ese idioma. En la portada del sencillo, que tiene la apariencia de un pergamino, aparecía la primera estrofa del tema en caracteres japoneses. También se publicó una versión disco-mix en un maxisencillo.
El segundo corte en ser promocionado fue «Busco algo barato», que incluye en la cara B un tema que con el tiempo se convertiría en uno de los más representativos del repertorio del grupo. Se trata de «Aire», compuesta por José María Cano y que éste propuso a la discográfica lanzar como sencillo; la propuesta fue rechazada y la canción quedó relegada. En algunos países de Latinoamérica, como Venezuela y Colombia, fue promocionada en la radio en una versión radio-edit creada por Radio Nacional de Venezuela AM con la finalidad de acortar la duración del tema, facilitando su promoción.
El tercer sencillo fue «No pintamos nada», una canción con un típico sonido tecno-pop sobre el tema de la Guerra Fría cuyo título hace referencia a la falta de voz y voto de las personas corrientes cuando se trata de decidir los asuntos de alta política. El sencillo incluyó como lado B un tema inédito no incluido en el álbum, La extraña posición, que narra un triángulo amoroso que termina en crimen pasional. También se publicó un maxisencillo que incluía el primero de los temas en versión industrial, prácticamente instrumental, y el segundo en versión disco-mix, con una introducción coral en latín de un réquiem interpretado por la Coral de la Iglesia de St. Mathews de Londres. 
El cuarto y último sencillo extraído del álbum fue «Hawaii-Bombay», la primera canción de José María Cano publicada como cara A de un sencillo de Mecano. Como cara B se incluyó «El mapa de tu corazón», que tiene la atmósfera más acústica de todo el álbum. Compuesta sobre una base apoyada en el ritmo del bajo, agrega las líneas melódicas de las guitarras eléctricas y los teclados para sugerir un ambiente hawaiano, aderezado además con sonidos naturales, como cantos de pájaros (provenientes de la biblioteca del Fairlight CMI IIx) y el oleaje de la playa. De esta misma canción se publicó un maxisencillo con una versión extendida, veinte segundos más larga que la incluida en el álbum al agregarle percusión adicional y un puente musical algo más largo. En España, el tema fue elegido por los medios como Canción del Verano por el enorme éxito que tuvo en las emisoras de radio de aquel año. El tema sería adaptado y grabado en inglés en una "versión libre" tipo parodia que se realizó a nivel interno para una Convención de CBS London. Esta versión es muy similar a la versión-álbum y cuenta además con un agregado de coros en voces masculinas hacia el final del tema, pero es muy corta. Hay que mencionar que esta versión en inglés nunca se llegó a publicar en disco alguno del grupo.
Asimismo, en Chile se editó un picture-disc promocional de «Hawaii-Bombay» con una versión con algunos cambios en el arreglo y la letra de la canción, y también incluida en un elepé recopilatorio de CBS para Argentina que contaba con canciones de otros artistas, fue cantada una sola vez por el grupo, en el programa Martes 13 del Canal 13 de la televisión chilena.
La canción «Ya viene el sol», aunque no fue un sencillo oficial, tuvo bastante éxito en Latinoamérica.
Se filmaron varios videoclips promocionales no-oficiales, sobre todo en México. A pesar de la evolución en las composiciones de los hermanos Cano y de su mejor producción comparado con los dos discos anteriores de Mecano, es el álbum menos vendido del grupo, con sólo unas 100 000 copias.

## Canciones descartadas
En una entrevista realizada en su momento al mayor de Los Cano, José María aclara el por qué este álbum tiene menos canciones que los dos anteriores y hace referencia a los 4 temas que quedaron por fuera del LP; se coloca a continuación un fragmento de dicha entrevista.

Miguel Ángel Arenas—"Ya viene el Sol" es vuestro elepé con menos canciones, sólo diez.

José María Cano—Sí, pero en realidad tiene más tiempo que los demás. Lo que pasa es que los temas son más largos, no baja ninguno de los cuatro minutos. Ha cambiado en nosotros la mentalidad a ese nivel, y que un poco la mentalidad de la música en general está por ahí también. Aumentando la duración de las canciones. Es algo que no nos hemos planteado, cuando hemos ido a grabarlas, por su larga duración, hemos tenido que quitar dos más de las previstas, pensábamos meter doce y para ello grabamos una canción de Nacho "Los coros cantan", unas mías "Mi no parle française" (sic) y "Arlequín", y otra de Nacho, "Los muñecos"; catorce en total.»
Fragmento de entrevista "Mecano, es un coñazo el cutrerío", por Miguel Ángel Arenas publicada en el revista "Rockdelux" (© 1985)

## Lista de canciones
- Edición estándar:

| N.º | Título                  | Escritor(es)            | Duración |  |
| 1.  | «No pintamos nada»      | Nacho Cano              | 3:44     |  |
| 2.  | «Ya viene el Sol»       | Nacho Cano              | 4:48     |  |
| 3.  | «La estación»           | Nacho Cano              | 4:16     |  |
| 4.  | «Hawaii-Bombay»         | José María Cano         | 4:11     |  |
| 5.  | «Mosquito»              | Nacho Cano, Ana Torroja | 4:24     |  |
| 6.  | «Busco algo barato»     | Nacho Cano              | 3:25     |  |
| 7.  | «Aire»                  | José María Cano         | 4:34     |  |
| 8.  | «Me río de Janeiro»     | José María Cano         | 4:02     |  |
| 9.  | «Japón»                 | Nacho Cano              | 4:07     |  |
| 10. | «El mapa de tu corazón» | Nacho Cano              | 4:08     |  |

- Edición para Chile, 1984:
Tiene la particularidad que la lista de canciones no es idéntica a la edición estándar ya que se suprimieron los temas de «La estación» y «El mapa de tu corazón» y fueron sustituidos por dos canciones de 1982. Además de esto la contraportada también es distinta a la edición publicada en España, se trata de la misma ilustración que apreciamos en la carátula del álbum, los 3 Mecano al borde de un precipicio con José María señalando a una montaña escalonada por donde viene bajando el Sol, solo que la contraportada carece de los colores originales... todo el dibujo lleva una especie de pátina en color sepia que la hace lucir como envejecida; sobre el dibujo como tal está impreso el track-list del disco y otros datos de grabación del álbum.

| N.º | Título                     | Escritor(es)               | Duración |  |
| 1.  | «No pintamos nada»         | Nacho Cano                 | 3:44     |  |
| 2.  | «Ya viene el Sol»          | Nacho Cano                 | 4:48     |  |
| 3.  | «Hoy no me puedo levantar» | José María Cano/Nacho Cano | 4:16     |  |
| 4.  | «Hawaii-Bombay»            | José María Cano            | 4:11     |  |
| 5.  | «Mosquito»                 | Nacho Cano/Ana Torroja     | 4:24     |  |
| 6.  | «Busco algo barato»        | Nacho Cano                 | 3:25     |  |
| 7.  | «Aire»                     | José María Cano            | 4:34     |  |
| 8.  | «Me río de Janeiro»        | José María Cano            | 4:02     |  |
| 9.  | «Japón»                    | Nacho Cano                 | 4:07     |  |
| 10. | «Perdido en mi habitación» | Nacho Cano                 | 4:08     |  |

- Re-edición 2005:

|     |                                             |          |  |  |  |  |  |  |  |  |
| N.º | Título                                      | Duración |  |  |  |  |  |  |  |  |
| 11. | «Hawaii-Bombay» (versión extendida o remix) | 4:30     |  |  |  |  |  |  |  |  |

- Cara "B", maquetas e inéditos:

| N.º | Título                      | Escritor(es)    | Duración |  |
| 12. | «La extraña posición»       | Nacho Cano      | 4:54     |  |
| 13. | «Me no parle vous français» | José María Cano | 3:23     |  |